# Aseità
Il termine aseità (dal latino aseitas derivato da a se nel senso di "da sé", "per sé") in filosofia indica la condizione di un essere che per esistere non ha bisogno di riferirsi ad altro se non a sé stesso poiché ha in sé stesso il principio della sua esistenza.  Il lemma si contrappone ad abalietà che indica che gli esseri creati derivano da un altro (ab alio) il fatto di esistere. 
Il concetto si ritrova dapprima nella patristica per indicare la natura di Dio e quindi nella scolastica dove Sant'Anselmo, al fine di dimostrare l'esistenza di Dio adotta l'argomento ontologico facendo derivare effetti ontologici a partire da premesse concettuali così che, avvalendosi appunto del concetto di aseità, ne deduce che pensare Dio equivale ad ammetterne l'esistenza poiché questa è costitutiva della sua stessa essenza:
Nella filosofia moderna Cartesio riferisce l'aseità alla sostanza  e  ripropone la prova ontologica che ora appare di maggior vigore poiché trova sostegno nelle regole del metodo che garantiscono la verità . Anche in Spinoza l'aseità è costitutiva della sostanza che essendo unica fa sì che Dio coincida con il creato.
Per Leibniz non basta che Dio sia una possibilità del proprio pensiero, ma occorre dimostrare che la sua possibilità è necessaria a priori poiché 
Secondo Schopenhauer la natura e il mondo non hanno un'origine razionale, ma nascono da un istinto irrazionale di vita, da una pulsione informe e incontrollata che è appunto la volontà di vivere che nella sua immaterialità è caratterizzata dall'aseità e per questo solo lei è assolutamente libera .